# Cristina Andenna
Cristina Andenna  (* 1971 in Novara) ist eine italienische Historikerin. Von Dezember 2020 bis Oktober 2022 war sie Professorin für Geschichte des Mittelalters an der Karl-Franzens-Universität Graz. Seit Oktober 2022 lehrt sie als W3-Professorin für Geschichte des Mittelalters an der Universität des Saarlandes.

## Leben und Wirken
Cristina Andenna studierte nach der 1989 abgelegten Matura am Istituto Magistrale Statale „Contessa Tornielli Bellini“ in Novara zunächst 1989/90 Erziehungswissenschaften und erwarb im Jahr 1990 die Lehrerlaubnis für das Grundschullehramt. Bis 1996 arbeitete sie im Schuldienst. Gleichzeitig studierte sie von 1990 bis 1996 Philosophie und Geschichte an der Università Cattolica del Sacro Cuore in Mailand. Das Studium schloss sie im Juni 1996 mit dem Erwerb der Laurea mit einer Abschlussarbeit zum Thema Chiara d’Assisi nelle fonti del secolo XIII (Klara von Assisi im Spiegel der Quellen des 13. Jahrhunderts) ab. Von 1997 bis 2000 hatte sie ein Promotionsstipendium in Mittelalterlicher Geschichte inne. Im März 2001 wurde sie promoviert mit einer Dissertation über Mortariensis Ecclesia. Una congregazione di canonici regolari nel secolo XII (Mortariensis Ecclesia. Ein Regularkanonikerverband im 12. Jahrhundert). Nach einem Post-doc-Stipendium an der Universität Padua (2001–2002) forschte sie an der Technischen Universität Dresden mit einer Fellowship der Alexander von Humboldt Stiftung (2002–2003).
Von 2004 bis 2011 arbeitete sie als Ricercatrice und Professore aggregato in Storia Medievale an der Università degli Studi della Basilicata (2004–2011) und war von 2004 bis 2008 assoziierte Mitarbeiterin am Sonderforschungsbereich 537 Institutionalität und Geschichtlichkeit der Technischen Universität Dresden.
In den Jahren 2008/09 übernahm sie die Vertretung des Lehrstuhls für Mittelalterliche Geschichte an der Philosophischen Fakultät der TU Dresden, 2010/2011 die Vertretung der Professur für Mittelalterliche Geschichte und Historische Hilfswissenschaften an der Philosophischen Fakultät der Universität Trier. Von 2011 bis 2018 war sie wissenschaftliche Koordinatorin und Geschäftsführerin der Forschungsstelle für Vergleichende Ordensgeschichte (FOVOG) an der Technischen Universität Dresden und ab November 2018 wissenschaftliche Mitarbeiterin an der Professur für ältere und frühneuzeitliche deutsche Literatur und Kultur an der TU Dresden.
Von 2009 bis 2013 leitete sie zusammen mit Gert Melville das Teilprojekt C Dynastie, Idoneität und Transzendenz. Vergleichende Untersuchungen zum hohen und späten Mittelalter im Sonderforschungsbereich 804 Transzendenz und Gemeinsinn an der Technischen Universität Dresden.
Im Jahr 2013 habilitierte sie sich in Italien, drei Jahre später dann an der Technischen Universität Dresden und erwarb die Venia legendi für Mittelalterliche Geschichte. Das Thema ihrer deutschen Habilitationsschrift lautet Herrschaftslegitimation und Herrschaftspraxis. Studien zu Prozessen der Institutionalisierung von Herrschaft in Süditalien (11.–14. Jahrhundert).
Im Jahr 2020 erhielt Andenna einen Ruf auf die Professur für die Geschichte des Mittelalters an der Universität Graz, wo sie bis 2022 lehrte. Im Jahr 2022 folgte sie einem Ruf auf die Professur für die Geschichte des Mittelalters an der Universität des Saarlandes.

## Schriften (Auswahl)
Monographien
- „Kanoniker sind Gott für das ganze Volk verantwortlich“. Die Regularkanoniker Italiens und die Kirche im 12. Jahrhundert (= Schriftenreihe der Akademie der Augustiner-Chorherren von Windesheim. Band 9). Augustiner-Chorherren-Verlag, Paring 2004, ISBN 3-936197-04-0.
- Mortariensis Ecclesia. Una congregazione di canonici regolari in Italia settentrionale tra XI e XII secolo (= Vita regularis. Abhandlungen. Band 32). Lit, Berlin u. a. 2007, ISBN 978-3-8258-0211-0.

Herausgeberschaften
- mit Gert Melville: Regulae – Consuetudines – Statuta. Studi sulle fonti normative degli ordini religiosi nei secoli centrali del Medioevo. Atti del I e del II seminario internazionale di studio del Centro Italo-Tedesco di Storia Comparata degli Ordini Religiosi (= Vita regularis. Abhandlungen. Band 25). Lit, Münster 2005, ISBN 3-8258-8572-0.
- mit Annette Kehnel: Paradoxien der Legitimation. Ergebnisse einer deutsch-italienisch-französischen Villa Vigoni-Konferenz zur Macht im Mittelalter (= Micrologus’ Library. Band 35). Sismel, Firenze 2010, ISBN 978-88-8450-390-9.
- mit Gert Melville, Klaus Herbers, Gordon Blennemann: Die Ordnung der Kommunikation und die Kommunikation der Ordnungen (= Netzwerke. Klöster und Orden im Europa des 12. und 13. Jahrhunderts. Band 1). Steiner, Stuttgart 2012-
  - Band 1: Netzwerke. Klöster und Orden im Europa des 12. und 13. Jahrhunderts. Steiner, Stuttgart 2012, ISBN 978-3-515-09929-5.
  - Band 2: Zentralität. Papsttum und Orden im Europa des 12. und 13. Jahrhunderts. Steiner, Stuttgart 2013, ISBN 978-3-515-10301-5.
- mit Gert Melville, Mirko Breitenstein: Frommer Eifer und methodischer Betrieb: Beiträge zum mittelalterlichen Mönchtum. Böhlau, Köln u. a. 2014, ISBN 978-3-412-22414-1.
- mit Jörg Peltzer, Klaus Oschema, Gert Melville: Die Performanz der Mächtigen. Rangordnung und Idoneität in höfischen Gesellschaften des späten Mittelalters (= RANK. Politisch-soziale Ordnungen im mittelalterlichen Europa. Band 5). Thorbecke, Ostfildern 2015, ISBN 978-3-7995-9125-6.
- mit Gert Melville: Idoneität – Genealogie – Legitimation: Begründung und Akzeptanz von dynastischer Herrschaft im Mittelalter (= Norm und Struktur. Band 43). Böhlau, Köln u. a. 2015, ISBN 978-3-412-21053-3.